# GBU-57 Massive Ordnance Penetrator
Die GBU-57A/B Massive Ordnance Penetrator (MOP, englisch für ‚schwerer Bomben-Eindringkörper‘) ist eine von den US-amerikanischen Konzernen Boeing und Northrop Grumman entwickelte präzisionsgelenkte bunkerbrechende Bombe mit sehr hoher Durchschlagskraft.

## Entwicklung
Die MOP wurde nach dem Irakkrieg konzipiert, um auch tief eingegrabene, massive und gehärtete Bunkeranlagen, sogenannte Hard and Deep Buried Targets (HDBTs), mit einem einzigen Treffer zerstören zu können. So konnten auch die stärksten bunkerbrechenden Bomben, BLU-109 und BLU-116, einige irakische Bunker nicht auf Anhieb ausschalten, sodass man gezwungen war, mehrere Angriffe auf dasselbe Ziel zu fliegen.
Das Programm, dessen Existenz 2006 noch bestritten wurde, wurde von der Defense Threat Reduction Agency (DTRA) finanziert. Die Offenlegung des Programms fand im Oktober 2007 statt, als in offiziellen Budgetplänen 300 Millionen US-Dollar für die Entwicklung der MOP gefordert wurden. Diese Anfrage umfasste auch die Integration der Waffe in die Northrop B-2, wofür rund 88 Mio. US-Dollar veranschlagt waren. Alle Arbeiten wurden von Boeings Phantom-Works-Abteilung durchgeführt. Northrop Grumman erhielt im September 2007 einen Auftrag über 2,5 Mio. US-Dollar, um eine nicht genannte Anzahl B-2-Bomber für den Einsatz der MOP zu modifizieren.
Im Oktober 2009 erhielt Boeing vom Pentagon den Auftrag, B-52-Bomber so umzurüsten, dass sie die Bombe transportieren können. Das Vertragsvolumen belief sich dabei auf 50 Millionen US-Dollar. Ein Auftrag zur Produktion von acht MOP-Bomben im August 2011 markierte den Beginn der Produktion und der Indienststellung, wobei der Stückpreis bei 3,5 Millionen US-Dollar lag.

## Technik
Bei der GBU-57 handelt es sich um eine präzisionsgelenkte Munition, die mit einem integrierten GPS/INS-Lenkmodul ausgestattet ist und daher kein zusätzliches Modul für Joint Direct Attack Munition benötigt. Dieses integrierte System ermöglicht eine Präzision von wenigen Metern.
Der Detonationszeitpunkt wird durch den Large Penetrator Smart Fuze (LPSF) gesteuert, der den Explosionszeitpunkt an die Einschlagstiefe und die Eigenschaften der unterirdischen Struktur anpasst.
Die MOP bezieht ihr Penetrationspotenzial hauptsächlich aus ihrem äußerst hohen Gewicht von 13,6 Tonnen und der daraus resultierenden kinetischen Energie beim Aufprall. Sie soll damit eine bis zu zehnmal größere Durchschlagskraft besitzen als andere verfügbare Waffen. Durch ihr hohes Gewicht ist die Auswahl an Trägerflugzeugen jedoch limitiert, so dass sie nur durch schwere Bomber wie die Rockwell B-1B, Northrop B-2 und Boeing B-52 eingesetzt werden kann. Stand 2025 ist als Träger nur die B-2 vorgesehen. Zur Steuerung wird ein gekoppeltes und störresistentes GPS/INS-System verwendet. Lenkung und Stabilisierung erfolgen mit vier ausklappbaren Gitterflossen am Heck.

## Einsatz gegen Iran
Seit Zuspitzung der Krise um das iranische Atomprogramm und der damit verbundenen Möglichkeit eines Angriffs auf die Atomanlagen Irans haben besonders potente bunkerbrechende Waffen im Arsenal der US-Streitkräfte große Bedeutung gewonnen. Viele der Anlagen zur Urananreicherung liegen mehr als 50 Meter unter der Erde, geschützt von massiven Gesteinsschichten oder Stahlbeton. So geht man davon aus, dass die Anlage in Fordo bei Ghom bei Beschränkung auf konventionelle Waffen lediglich mit dem MOP zerstört werden kann. Im Krieg zwischen Israel und Iran, in welchem Israel weite Teile der Atomanlagen im Iran angegriffen hat, verfügt Israel selbst weder über die Bombe noch über geeignete Trägersysteme.
Der erste Kampfeinsatz der GBU-57 erfolgte im Zuge der Operation „Midnight Hammer“ am 22. Juni 2025, des Angriffs der USA auf die iranischen Atomanlagen in Natanz und Fordo. Mit den Luftangriffen traten die USA in den Israelisch-iranischen Krieg ein. Nach US-Medienberichten warfen sechs Northrop B-2 insgesamt zwölf GBU-57 auf die Atomanlage Fordo. Zwei weitere Bomben wurden von einer B-2 gegen die Atomanlage in Natanz eingesetzt.